# Elizabeth Hirsh Fleisher
Pour les articles homonymes, voir Hirsh.
Elizabeth R. Hirsh Fleisher (28 août 1892 – 8 juin 1975) a été la première femme architecte à passer les examens pour être architecte inscrite à Philadelphie, Pennsylvanie, et la quatrième femme aux États-Unis.

## Jeunesse
Elizabeth R. Hirsh Fleisher est née à Philadelphie le 28 août 1892 ; de Harry B. Hirsh, fondateur de Belmont Fer forgé, et de Minnie Rosenberg Hirsh. En 1910, elle est diplômée du Lycée pour filles de Philadelphie. En 1914, elle obtient son baccalauréat ès arts au Wellesley College. Au cours de ses études universitaires, elle étudie à l'étranger à l'Université de Berlin, entre 1912 et 1913. En 1917, elle est présidente du Philadelphie Wellesley Club. En 1929, elle obtient sa maîtrise en architecture à l'École d'architecture et du paysage de Cambridge après avoir une nouvelle fois étudié à l'étranger à l'Université d'Oxford en 1928.

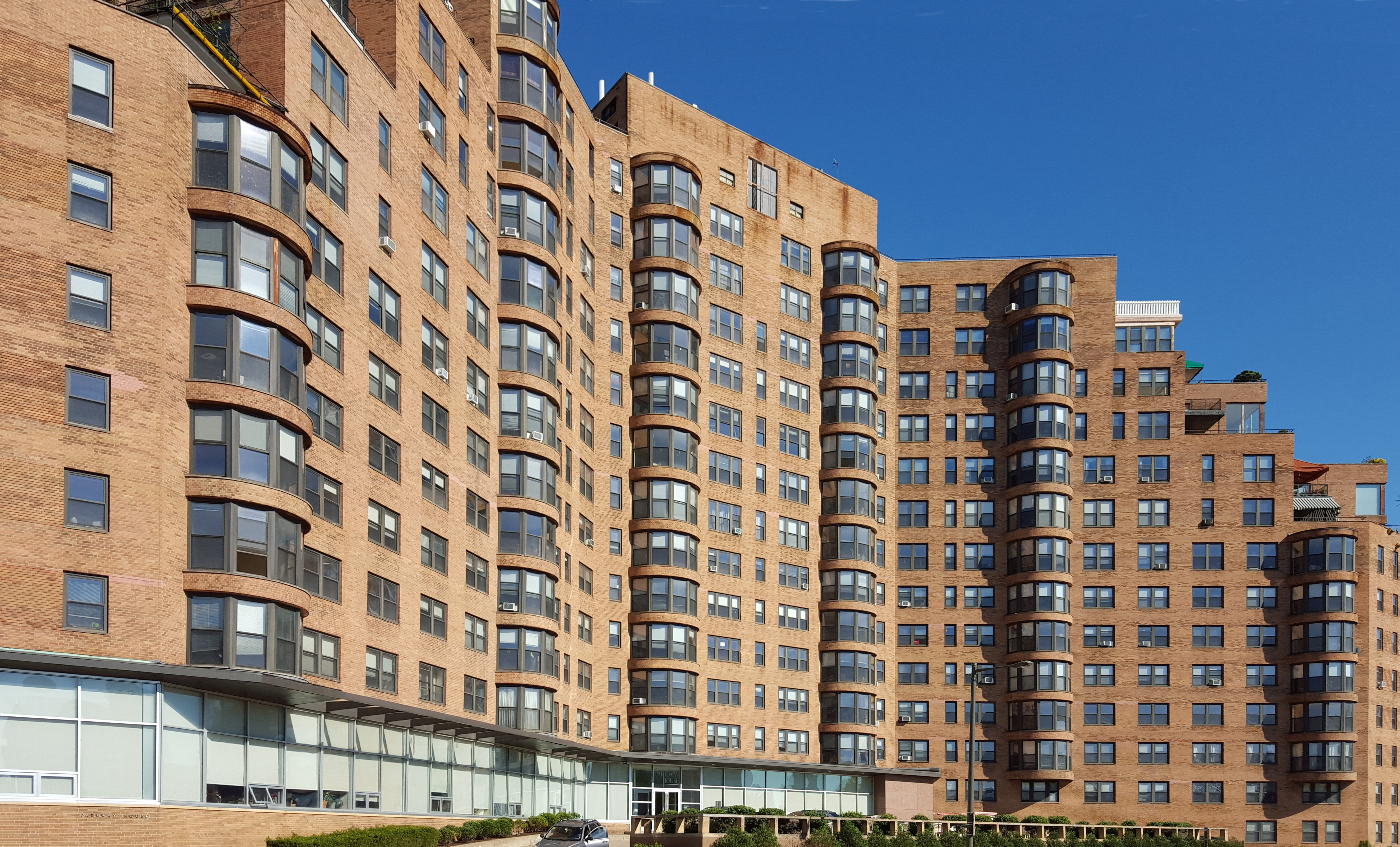
Parkway House, Philadelphie, vue sud-ouest.

## Carrière
Elle établit un partenariat avec Gabriel Roth en 1941, donnant naissance au cabinet d'architecture Roth & Fleisher. Les deux partenaires travaillent ensemble jusqu'à la retraite d'Elizabeth Hirsh Fleisher en 1958. Ensemble, ils construisent des usines, des théâtres, des immeubles d'habitation et des salles d'exposition pour vente d'automobile. Elle est connue pour avoir conçu la Parkway House à Philadelphie,.

### Parkway House
Fleisher a conçu la Parkway House. Situé au croisement de la 22e Rue et de Pennsylvania Avenue, Parkway House est l'un des premiers ensembles d'appartements de luxe d'après-guerre construit à Philadelphie.
Haut de 14 étages, le bâtiment construit de béton et d'acier est revêtu de briques et contient des éléments inspirés à la fois de l'art déco et du style international.

## Vie personnelle
Elizabeth a été mariée à l'architecte paysagiste Horace Fleisher.
Elle est enterrée au cimetière du Mont Sinaï à Philadelphie.